# Gedu College of Business Studies

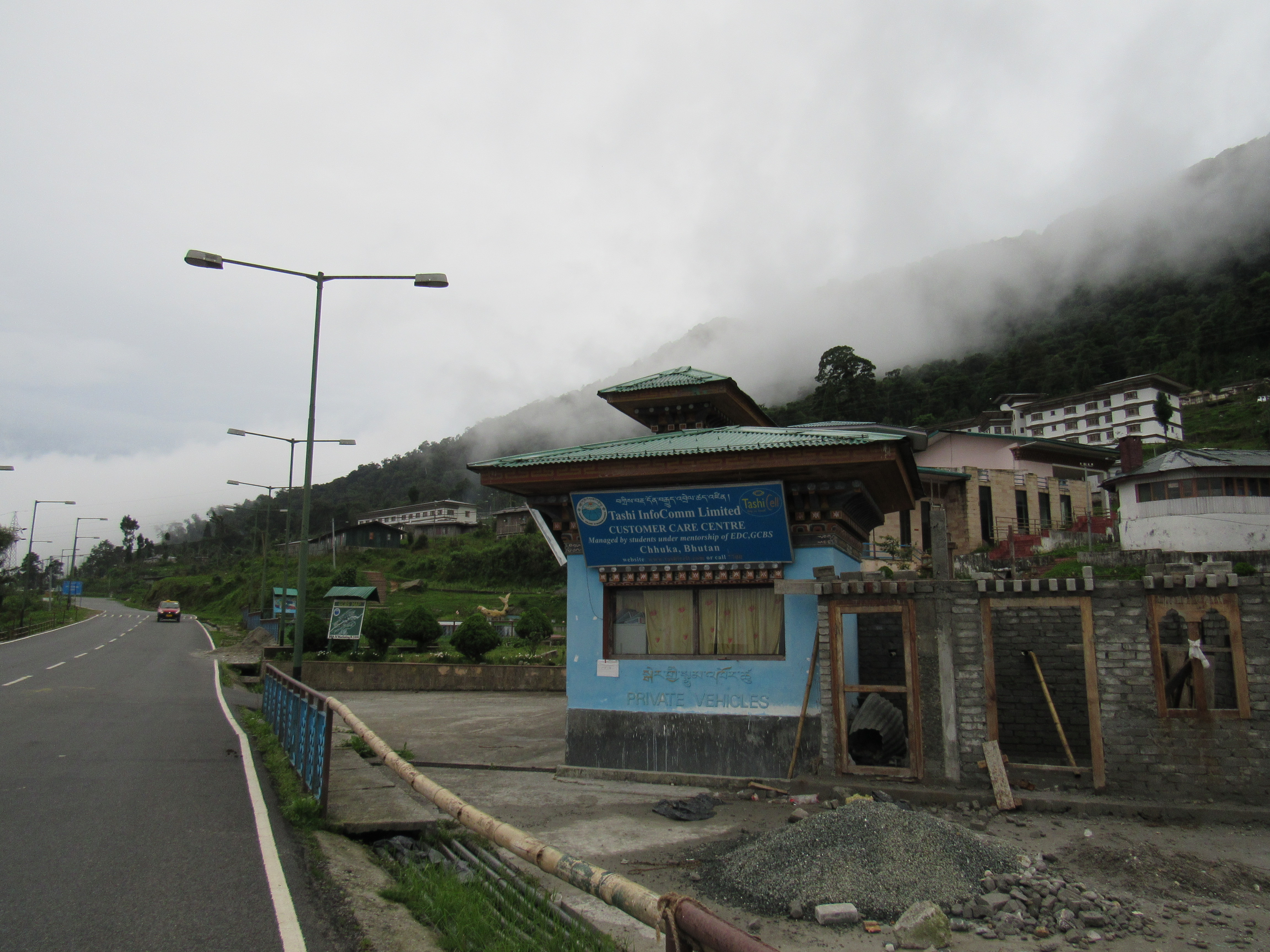
Gebäude des Gaeddu College of Business Studies

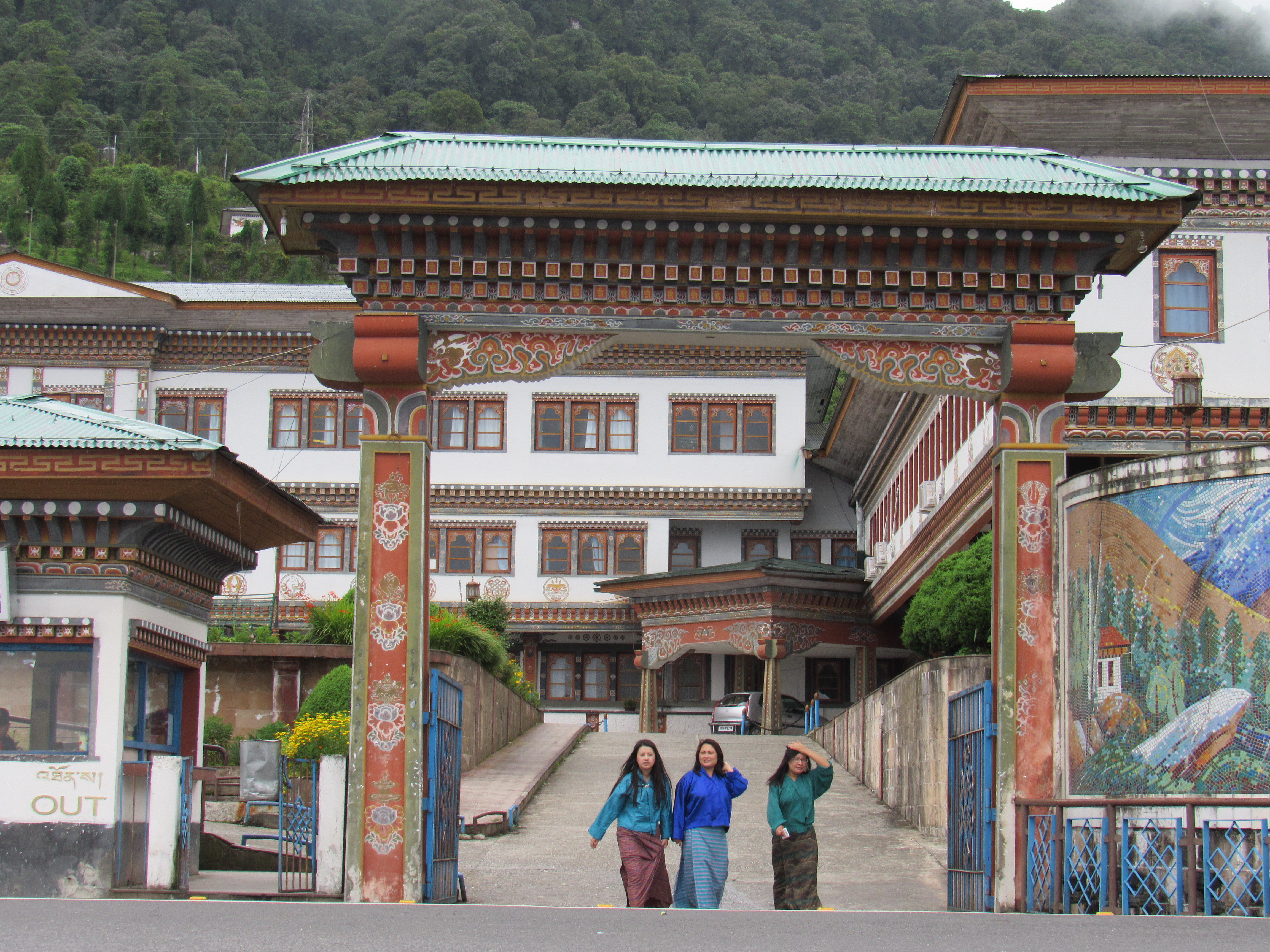
Campus-Tor des Gedu College.

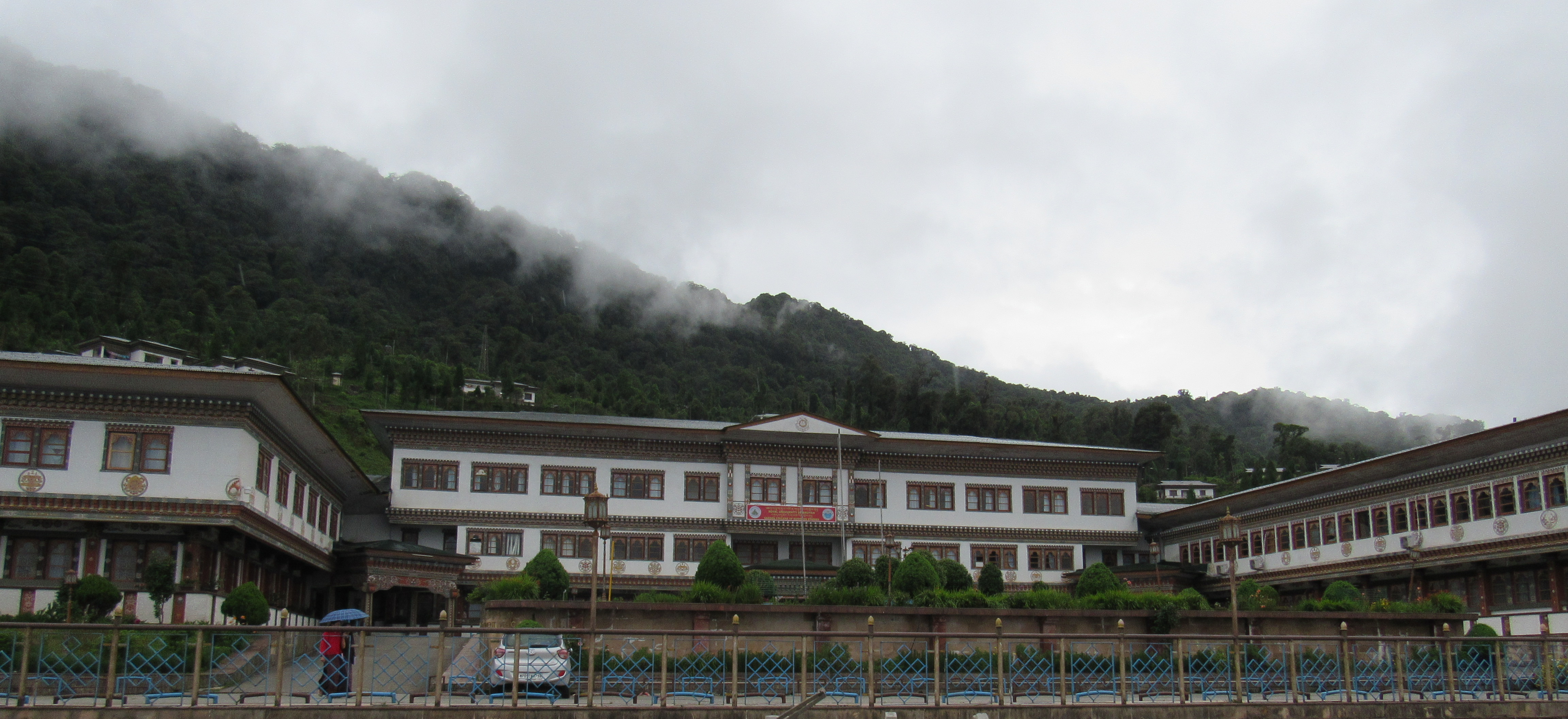
Gebäudeensemble des Gaeddu College.

Das Gedu College of Business Studies oder Gaeddu College of Business Studies (Dzongkha: དགེ་འདུ་ཚོང་རིག་མཐོ་རིམ་སློབ་གྲྭ། དགེ་འདུ། ཆུ་ཁ་རྫོང་; dt.: „College für Wirtschaftsstudien Gedu“) ist ein eigenständiges staatliches College, welches mit der Royal University of Bhutan verbunden ist. Es bietet Vollzeit-Studiengänge in Business and Management Education (Wirtschaftswissenschaften) in Bhutan. Es befindet sich in der Stadt Gedu.

## Geschichte
Das College wurde 2008 gegründet und begann 2012 den Unterricht mit einem Master-Programm in Business Studies.
Das College wurde 2017 mit der Stufe “A” beim Bhutan Accreditation Council (BAC) akkreditiert.